# 奧德班縣 (愛阿華州)
奧德班縣（英語：Audubon County）位美國愛阿華州西部的一個縣。面積1,149平方公里。根据美國2000年人口普查，共有人口6,830人。縣治奧德班（Audubon）。
成立於1851年1月15日，縣政府成立於1855年7月9日。縣名紀念博物學家、鳥類學家約翰·詹姆斯·奧德班。